# 达维特·恰克韦塔泽
达维特·恰克韦塔泽（1992年10月18日—）是一名俄罗斯古典式摔跤运动员，2016年夏季奥运会冠军， 2015年欧洲运动会冠军，世界军事锦标赛铜牌得主，俄罗斯冠军，世界杯冠军。俄罗斯荣誉体育大师。